# Шамшино
Шамшино — деревня в Свердловском районе Орловской области. Входит в состав Красноармейского сельского поселения. Население — 37 чел. (2010).

## География
деревня находится в лесистой местности, у пруда.
Уличная сеть представлена тремя объектами: ул. Лесная, ул. Луговая и ул. Ягодная.
Менее, чем в 5 км от посёлка проходит административная граница Свердловского района с Глазуновским районом.
Географическое положение
Расстояние до
районного центра посёлка городского типа Змиёвка: 12 км.
областного центра города Орёл: 50 км.
Ближайшие населённые пункты
Борисоглебское 2 км, Кукуевка 2 км, Ивановка 3 км, Ягодное 3 км, Салтыково 4 км, Поздеево 4 км, Новополево 4 км, Лисий 4 км, Голятиха 4 км, Богородицкое 5 км, Куракинский 5 км, Ясная Поляна 5 км, Культурная Посадка 5 км, Березовка 6 км, Сорочьи Кусты 6 км, Отрада 6 км, Сандровка 7 км, Никитовка 7 км, Константиновка 7 км, Старополево 7 км, Глазуновка 7 км

## Население
| 2010 |
| ---- |
| 37   |

## Транспорт
Подъезд к автодороге регионального значения 54К-7, есть остановка общественного транспорта.
Поселковые (сельские) дороги.
Ближайшая железнодорожная станция: Куракино